# White River (ville du Dakota du Sud)
Pour les articles homonymes, voir White River.
La ville de White River est le siège du comté de Mellette, situé dans le Dakota du Sud, aux États-Unis.
Fondée en 1911, la localité doit son nom à la White River, une rivière particulièrement blanche en raison de sédiments qu'elle charrie.

## Démographie
| 1920 | 1930 | 1940 | 1950 | 1960 | 1970 |
| ---- | ---- | ---- | ---- | ---- | ---- |
| 417  | 471  | 562  | 465  | 583  | 617  |

| 1980 | 1990 | 2000 | 2010 | - | - |
| ---- | ---- | ---- | ---- | - | - |
| 561  | 595  | 598  | 581  | - | - |

Selon le recensement de 2010, sa population était de 581 habitants. La municipalité s'étend sur 0,52 milles carrés (1,35 km2).